# Kvalifikace na Mistrovství Evropy ve fotbale hráčů do 21 let 2015
Kvalifikace na Mistrovství Evropy ve fotbale hráčů do 21 let 2015 se účastnilo celkem 52 národních fotbalových týmů, členů UEFA. Hostitelská země (Česká republika) měla účast na závěrečném turnaji jistou a Gibraltar v době zahájení ještě nebyl členem. Kvalifikace se konala od března 2013 do října 2014.

## Losování
Všech 52 účastnických zemí bylo nejprve rozděleno do 5 košíků podle rankingu UEFA (pro reprezentace U21). V košících A až D bylo 10 týmů, v košíku E dvanáct. Zohlednily se napjaté vztahy mezi některými zeměmi, do jedné skupiny tak nemohly být vylosovány Arménie a Ázerbájdžán a také Rusko a Gruzie. 

## Systém kvalifikace
Existovalo celkem deset skupin. Dvě z těchto skupin měly šest týmů, zbývajících osm skupin se skládalo z pěti týmů. Ve skupinách se utkal každý s každým doma a venku. Vítězové skupin postoupili do baráže. Týmy na druhých místech se seřadily v tabulce týmů na druhých místech. Čtyři nejlepší týmy z tohoto žebříčku doplnily desítku týmů v baráži. Sedm týmů, které postoupily z baráže doplnily hostitelskou zemi (Českou republiku) na závěrečném turnaji.

## Kvalifikační skupiny
| Legenda                                |
| -------------------------------------- |
| Postup do baráže                       |
| Druhé místo ve skupině, šance na baráž |

- Záp. - odehrané zápasy
- V = výhry
- R = remízy
- P = porážky
- VG = vstřelené góly
- OG = obdržené góly
- +/- = rozdíl skóre

V křížových tabulkách napravo je domácí tým v levém sloupci, hostující v horní řadě.

### Skupina 1
Zdroj:
| Tým        | Body | Záp. | V | R | P | VG | OG | +/- |
| ---------- | ---- | ---- | - | - | - | -- | -- | --- |
| Anglie     | 28   | 10   | 9 | 1 | 0 | 31 | 2  | +29 |
| Finsko     | 16   | 10   | 4 | 4 | 2 | 17 | 10 | +7  |
| Moldavsko  | 16   | 10   | 5 | 1 | 4 | 12 | 6  | +6  |
| Wales      | 12   | 10   | 3 | 3 | 4 | 12 | 13 | -1  |
| Litva      | 8    | 10   | 2 | 2 | 6 | 6  | 19 | -13 |
| San Marino | 4    | 10   | 1 | 1 | 8 | 2  | 30 | -28 |

| Tým        | Finsko | Wales | Anglie | Litva | Moldavsko | San Marino |
| ---------- | ------ | ----- | ------ | ----- | --------- | ---------- |
| Finsko     |        | 2 – 2 | 1 – 1  | 2 – 2 | 1 – 0     | 5 – 0      |
| Wales      | 1 – 5  |       | 1 – 3  | 2 – 0 | 1 – 0     | 4 – 0      |
| Anglie     | 3 – 0  | 1 – 0 |        | 5 – 0 | 1 – 0     | 9 – 0      |
| Litva      | 0 – 1  | 1 – 1 | 0 – 1  |       | 0 – 3     | 2 – 1      |
| Moldavsko  | 1 – 0  | 0 – 0 | 0 – 3  | 3 – 0 |           | 2 – 0      |
| San Marino | 0 – 0  | 1 – 0 | 0 – 4  | 0 – 1 | 0 – 3     |            |

### Skupina 2
Zdroj:
| Tým       | Body | Záp. | V | R | P | VG | OG | +/- |
| --------- | ---- | ---- | - | - | - | -- | -- | --- |
| Dánsko    | 26   | 10   | 8 | 2 | 0 | 37 | 9  | +28 |
| Rusko     | 22   | 10   | 7 | 1 | 2 | 22 | 12 | +10 |
| Slovinsko | 17   | 10   | 5 | 2 | 3 | 29 | 11 | +18 |
| Bulharsko | 9    | 10   | 2 | 3 | 5 | 18 | 26 | -8  |
| Estonsko  | 9    | 10   | 2 | 3 | 5 | 9  | 23 | -14 |
| Andorra   | 1    | 10   | 0 | 1 | 9 | 1  | 35 | -34 |

| Tým       | Andorra | Bulharsko | Dánsko | Estonsko | Rusko | Slovinsko |
| --------- | ------- | --------- | ------ | -------- | ----- | --------- |
| Andorra   |         | 0 – 3     | 0 – 2  | 0 – 2    | 0 – 3 | 0 – 5     |
| Bulharsko | 3 – 0   |           | 2 – 3  | 1 – 1    | 3 – 3 | 1 – 5     |
| Dánsko    | 6 – 0   | 7 – 1     |        | 8 – 0    | 4 – 2 | 2 – 2     |
| Estonsko  | 1 – 1   | 2 – 2     | 0 – 1  |          | 1 – 2 | 1 – 7     |
| Rusko     | 5 – 0   | 3 – 1     | 0 – 2  | 1 – 0    |       | 2 – 1     |
| Slovinsko | 5 – 0   | 2 – 1     | 2 – 2  | 0 – 1    | 0 – 1 |           |

### Skupina 3
Zdroj:
| Tým         | Body | Záp. | V | R | P | VG | OG | +/- |
| ----------- | ---- | ---- | - | - | - | -- | -- | --- |
| Slovensko   | 17   | 8    | 5 | 2 | 1 | 19 | 7  | +12 |
| Nizozemsko  | 16   | 8    | 5 | 1 | 2 | 22 | 6  | +16 |
| Skotsko     | 11   | 8    | 3 | 2 | 3 | 12 | 15 | -3  |
| Gruzie      | 10   | 8    | 3 | 1 | 4 | 8  | 15 | -7  |
| Lucembursko | 3    | 8    | 1 | 0 | 7 | 5  | 23 | -18 |

| Tým         | Gruzie | Lucembursko | Nizozemsko | Skotsko | Slovensko |
| ----------- | ------ | ----------- | ---------- | ------- | --------- |
| Gruzie      |        | 0 – 3*      | 0 – 6      | 2 – 1   | 1 – 3     |
| Lucembursko | 0 – 3  |             | 0 – 1      | 0 – 3   | 1 – 7     |
| Nizozemsko  | 0 – 1  | 3 – 1       |            | 4 – 0   | 0 – 1     |
| Skotsko     | 1 – 1  | 3 – 0       | 1 – 6      |         | 2 – 1     |
| Slovensko   | 1 – 0  | 3 – 0       | 2 – 2      | 1 – 1   |           |

- Zápas Gruzie - Lucembursko skončil původně 1:1, ale UEFA později přiřkla Lucembursku výhru 3:0.[5]

### Skupina 4
Zdroj:
| Tým                 | Body | Záp. | V | R | P | VG | OG | +/- |
| ------------------- | ---- | ---- | - | - | - | -- | -- | --- |
| Španělsko           | 22   | 8    | 7 | 1 | 0 | 24 | 6  | +18 |
| Rakousko            | 16   | 8    | 5 | 1 | 2 | 15 | 12 | +3  |
| Maďarsko            | 9    | 8    | 3 | 0 | 5 | 12 | 13 | -1  |
| Bosna a Hercegovina | 6    | 8    | 2 | 0 | 6 | 10 | 22 | -12 |
| Albánie             | 6    | 8    | 2 | 0 | 6 | 7  | 15 | -8  |

| Tým                 | Albánie | Rakousko | Bosna a Hercegovina | Španělsko | Maďarsko |
| ------------------- | ------- | -------- | ------------------- | --------- | -------- |
| Albánie             |         | 0 – 1    | 0 – 1               | 0 – 2     | 1 – 2    |
| Rakousko            | 1 – 3   |          | 2 – 0               | 2 – 6     | 4 – 2    |
| Bosna a Hercegovina | 4 – 1   | 0 – 2    |                     | 1 – 6     | 1 – 4    |
| Španělsko           | 4 – 0   | 1 – 1    | 3 – 2               |           | 1 – 0    |
| Maďarsko            | 0 – 2   | 0 – 2    | 4 – 1               | 0 – 1     |          |

### Skupina 5
Zdroj:
| Tým             | Body | Záp. | V | R | P | VG | OG | +/- |
| --------------- | ---- | ---- | - | - | - | -- | -- | --- |
| Chorvatsko      | 19   | 8    | 6 | 1 | 1 | 20 | 5  | +15 |
| Ukrajina        | 19   | 8    | 6 | 1 | 1 | 20 | 8  | +12 |
| Švýcarsko       | 15   | 8    | 5 | 0 | 3 | 23 | 8  | +15 |
| Lotyšsko        | 6    | 8    | 2 | 0 | 6 | 11 | 22 | -11 |
| Lichtenštejnsko | 0    | 8    | 0 | 0 | 8 | 3  | 34 | -31 |

| Tým             | Chorvatsko | Lotyšsko | Lichtenštejnsko | Švýcarsko | Ukrajina |
| --------------- | ---------- | -------- | --------------- | --------- | -------- |
| Chorvatsko      |            | 3 – 1    | 4 – 0           | 0 – 2     | 1 – 1    |
| Lotyšsko        | 1 – 3      |          | 4 – 0           | 0 – 2     | 1 – 5    |
| Lichtenštejnsko | 0 – 5      | 0 – 2    |                 | 0 – 6     | 2 – 5    |
| Švýcarsko       | 0 – 2      | 7 – 1    | 5 – 1           |           | 1 – 2    |
| Ukrajina        | 0 – 2      | 2 – 1    | 3 – 0           | 2 – 0     |          |

### Skupina 6
Zdroj:
| Tým             | Body | Záp. | V | R | P | VG | OG | +/- |
| --------------- | ---- | ---- | - | - | - | -- | -- | --- |
| Německo         | 20   | 8    | 6 | 2 | 0 | 25 | 5  | +20 |
| Rumunsko        | 12   | 8    | 3 | 3 | 2 | 14 | 19 | -5  |
| Černá Hora      | 11   | 8    | 3 | 2 | 3 | 12 | 11 | +1  |
| Irsko           | 8    | 8    | 2 | 2 | 4 | 10 | 12 | -2  |
| Faerské ostrovy | 4    | 8    | 1 | 1 | 6 | 9  | 23 | -14 |

| Tým             | Německo | Irsko | Faerské ostrovy | Černá Hora | Rumunsko |
| --------------- | ------- | ----- | --------------- | ---------- | -------- |
| Německo         |         | 2 – 0 | 3 – 2           | 2 – 0      | 8 – 0    |
| Irsko           | 0 – 4   |       | 5 – 2           | 1 – 2      | 0 – 1    |
| Faerské ostrovy | 0 – 3   | 1 – 4 |                 | 1 – 0      | 2 – 2    |
| Černá Hora      | 1 – 1   | 0 – 0 | 3 – 0           |            | 3 – 2    |
| Rumunsko        | 2 – 2   | 0 – 0 | 3 – 1           | 4 – 3      |          |

### Skupina 7
Zdroj:
| Tým     | Body | Záp. | V | R | P | VG | OG | +/- |
| ------- | ---- | ---- | - | - | - | -- | -- | --- |
| Švédsko | 16   | 8    | 5 | 1 | 2 | 20 | 14 | +6  |
| Řecko   | 15   | 8    | 5 | 0 | 3 | 20 | 10 | +10 |
| Polsko  | 15   | 8    | 5 | 0 | 3 | 17 | 10 | +7  |
| Turecko | 13   | 8    | 4 | 1 | 3 | 16 | 11 | +5  |
| Malta   | 0    | 8    | 0 | 0 | 8 | 2  | 30 | -28 |

| Tým     | Řecko | Malta | Polsko | Švédsko | Turecko |
| ------- | ----- | ----- | ------ | ------- | ------- |
| Řecko   |       | 5 – 0 | 3 – 1  | 5 – 1   | 2 – 1   |
| Malta   | 0 – 4 |       | 1 – 5  | 1 – 2   | 0 – 3   |
| Polsko  | 3 – 1 | 2 – 0 |        | 2 – 0   | 3 – 1   |
| Švédsko | 3 – 0 | 5 – 0 | 3 – 1  |         | 4 – 3   |
| Turecko | 1 – 0 | 4 – 0 | 1 – 0  | 2 – 2   |         |

### Skupina 8
Zdroj:
| Tým         | Body | Záp. | V | R | P | VG | OG | +/- |
| ----------- | ---- | ---- | - | - | - | -- | -- | --- |
| Portugalsko | 24   | 8    | 8 | 0 | 0 | 22 | 6  | +16 |
| Izrael      | 15   | 8    | 5 | 0 | 3 | 22 | 15 | +7  |
| Norsko      | 9    | 8    | 3 | 0 | 5 | 11 | 19 | -8  |
| Ázerbájdžán | 7    | 8    | 2 | 1 | 5 | 9  | 15 | -6  |
| Makedonie   | 4    | 8    | 1 | 1 | 6 | 4  | 13 | -9  |

| Tým               | Ázerbájdžán | Izrael | Severní Makedonie | Norsko | Portugalsko |
| ----------------- | ----------- | ------ | ----------------- | ------ | ----------- |
| Ázerbájdžán       |             | 3 – 0  | 0 – 0             | 0 – 1  | 0 – 2       |
| Izrael            | 7 – 2       |        | 2 – 1             | 4 – 1  | 3 – 4       |
| Severní Makedonie | 1 – 0       | 0 – 3  |                   | 1 – 3  | 0 – 1       |
| Norsko            | 1 – 3       | 1 – 3  | 2 – 1             |        | 1 – 2       |
| Portugalsko       | 3 – 1       | 3 – 0  | 2 – 0             | 5 – 1  |             |

### Skupina 9
Zdroj:
| Tým           | Body | Záp. | V | R | P | VG | OG | +/- |
| ------------- | ---- | ---- | - | - | - | -- | -- | --- |
| Itálie        | 18   | 8    | 6 | 0 | 2 | 19 | 7  | +12 |
| Srbsko        | 16   | 8    | 5 | 1 | 2 | 18 | 10 | +8  |
| Belgie        | 16   | 8    | 5 | 1 | 2 | 15 | 7  | +8  |
| Kypr          | 6    | 8    | 2 | 0 | 6 | 7  | 21 | -14 |
| Severní Irsko | 3    | 8    | 1 | 0 | 7 | 3  | 17 | -14 |

| Tým           | Belgie | Kypr  | Severní Irsko | Itálie | Srbsko |
| ------------- | ------ | ----- | ------------- | ------ | ------ |
| Belgie        |        | 2 – 0 | 1 – 0         | 0 – 1  | 0 – 3  |
| Kypr          | 0 – 6  |       | 3 – 0         | 0 – 2  | 2 – 1  |
| Severní Irsko | 0 – 1  | 1 – 0 |               | 0 – 2  | 1 – 4  |
| Itálie        | 1 – 3  | 7 – 1 | 3 – 0         |        | 3 – 2  |
| Srbsko        | 2 – 2  | 2 – 1 | 3 – 1         | 1 – 0  |        |

### Skupina 10
Zdroj:
| Tým        | Body | Záp. | V | R | P | VG | OG | +/- |
| ---------- | ---- | ---- | - | - | - | -- | -- | --- |
| Francie    | 22   | 8    | 7 | 1 | 0 | 28 | 7  | +21 |
| Island     | 16   | 8    | 5 | 1 | 2 | 20 | 11 | +9  |
| Kazachstán | 9    | 8    | 3 | 0 | 5 | 8  | 18 | -10 |
| Arménie    | 9    | 8    | 3 | 0 | 5 | 7  | 19 | -12 |
| Bělorusko  | 3    | 8    | 1 | 0 | 7 | 6  | 14 | -8  |

| Tým        | Arménie | Bělorusko | Francie | Island | Kazachstán |
| ---------- | ------- | --------- | ------- | ------ | ---------- |
| Arménie    |         | 2 – 1     | 1 – 4   | 1 – 2  | 1 – 2      |
| Bělorusko  | 0 – 1   |           | 1 – 2   | 1 – 2  | 0 – 1      |
| Francie    | 6 – 0   | 1 – 0     |         | 1 – 1  | 5 – 0      |
| Island     | 4 – 0   | 4 – 1     | 3 – 4   |        | 2 – 0      |
| Kazachstán | 0 – 1   | 1 – 2     | 1 – 5   | 3 – 2  |            |

## Žebříček týmů na druhých místech
Do žebříčku týmů na druhých místech se nezapočítávaly zápasy se šestými týmy dané skupiny, aby nebyly pětičlenné skupiny znevýhodněny.
Kritéria, která určovala umístění:
1. vyšší počet získaných bodů
2. lepší rozdíl skóre
3. vyšší počet vstřelených branek
4. vyšší počet vstřelených branek na hřištích soupeřů
5. koeficient UEFA

Legenda:
- Z = započítané zápasy

| Skupina | Tým        | Body | Z | V | R | P | VG | OG | +/- |
| ------- | ---------- | ---- | - | - | - | - | -- | -- | --- |
| 5       | Ukrajina   | 19   | 8 | 6 | 1 | 1 | 20 | 8  | +12 |
| 3       | Nizozemsko | 16   | 8 | 5 | 1 | 2 | 22 | 6  | +16 |
| 10      | Island     | 16   | 8 | 5 | 1 | 2 | 20 | 11 | +9  |
| 9       | Srbsko     | 16   | 8 | 5 | 1 | 2 | 18 | 10 | +8  |
| 4       | Rakousko   | 16   | 8 | 5 | 1 | 2 | 15 | 12 | +3  |
| 2       | Rusko      | 16   | 8 | 5 | 1 | 2 | 14 | 12 | +2  |
| 7       | Řecko      | 15   | 8 | 5 | 0 | 3 | 20 | 10 | +10 |
| 8       | Izrael     | 15   | 8 | 5 | 0 | 3 | 22 | 15 | +7  |
| 1       | Finsko     | 12   | 8 | 3 | 3 | 2 | 12 | 10 | +2  |
| 6       | Rumunsko   | 12   | 8 | 3 | 3 | 2 | 14 | 19 | -5  |

## Baráž
Zápasy baráže se uskutečnily 9. a 10. října a odvety pak 14. října 2014. 7 vítězných týmů postoupilo na závěrečný šampionát v České republice.
Nasazení týmů
Los proběhl v pátek 12. září 2014 ve švýcarském Nyonu. 7 vítězů skupin s nejvyšším koeficientem UEFA bylo nasazeno proti zbývajícím nenasazeným týmům. Nemohly se střetnout týmy, které spolu hrály v kvalifikační skupině.
| Nasazené týmy000 - Španělsko - Itálie - Anglie - Francie - Německo - Portugalsko - Dánsko | Nenasazené týmy - Švédsko - Slovensko - Chorvatsko - Ukrajina - Nizozemsko - Island - Srbsko |

Zdroj:
| Domácí v 1. zápase | Celkem  | Hosté v 1. zápase | 1. zápas | 2. zápas |
| ------------------ | ------- | ----------------- | -------- | -------- |
| Slovensko          | 2:4     | Itálie            | 1:1      | 1:3      |
| Francie            | 3:4     | Švédsko           | 2:0      | 1:4      |
| Dánsko             | 1:1 (v) | Island            | 0:0      | 1:1      |
| Anglie             | 4:2     | Chorvatsko        | 2:1      | 2:1      |
| Nizozemsko         | 4:7     | Portugalsko       | 0:2      | 4:5      |
| Ukrajina           | 0:5     | Německo           | 0:3      | 0:2      |
| Srbsko             | 2:1     | Španělsko         | 0:0      | 2:1      |

Na Mistrovství Evropy ve fotbale hráčů do 21 let 2015 postoupily z kvalifikace tyto týmy:
- Itálie
- Švédsko
- Dánsko
- Anglie
- Portugalsko
- Německo
- Srbsko